# Истод горьковатый
Истод горьковатый или истод горький или вередник (лат. Polygala amarella) — вид травянистых растений рода Истод (Polygala) семейства Истодовые (Polygalaceae). Применяется в народной медицине как отхаркивающее и обволакивающее средство.

## Ботаническое описание
Многолетнее травянистое растение высотой 5—20 см, образующее микоризу. Корень тонкий, стержневой.
Листья простые, цельные с клиновидным основанием. Нижние листья обратнояйцевидной формы, образуют розетку. Верхние и средние листья сидячие, линейные, расположены на стебле поочередно. 
Соцветие  — конечная пирамидальная кисть. Цветоножки короткие, длиной 1—2 мм. Венчик трубчатый, состоящий из трёх лепестков, надрезан на линейные доли. Завязь сидячая. Цветки мелкие, синего или фиолетового цвета, реже  — бледно-голубого или белого. Околоцветник зигоморфный. Цветёт в июне — июле. Самоопыляемое растение. После отцветания образуются листовидные плодики светло-зеленого цвета.
Плод  — двусемянная сплюснутая эллипсоидная коробочка. Семена гладкие, яйцевидной формы, имеют присемянник.
Число хромосом 2n = 34.
Гигрофит. Обитает на сыроватых лугах и окраинах болот, лесных опушках, сухих склонах.
Вид описан из Нижней Австрии.

## Распространение и экология
В России встречается в европейской части. За рубежом обитает в Северной и Средней Европе.

## Охранный статус
Занесен в Красные книги Мурманской, Владимирской,
Калужской, Тульской областей, а также в Красную книгу Ненецкого автономного округа и в Красную книгу Москвы. За рубежом занесен в Красные книги Ровенской области и Закарпатской области. Встречается на территориях ряда особо охраняемых природных территорий России.

## Значение и применение
Скотом не поедается. Корни и корневища содержат сапонин сенегин и применяются в медицине как отхаркивающее средство при бронхитах.

## Классификация

### Таксономия
- Polygala amarella Crantz, 1769, Stirp. Austr. Fasc. , ed. 2

Вид Истод горьковатый относится к роду Истод (Polygala) семейства Истодовые (Polygalaceae) порядка Бобовоцветные (Fabales), который последовательно включается в клады Фабиды → Розиды → Суперрозиды → Эвдикоты → Цветковые растения. Таксономическая схема в соответствии с Системой APG IV по состоянию на декабрь 2023 года:
|  |                          |  |                                   |                                   |                     |  | еще 3 семейства | еще 3 семейства |                       |  |  |  | еще 672 подтвержденных вида и 240 таксонов, ожидающих подтверждения |
|  |                          |  |                                   |                                   |                     |  | еще 3 семейства | еще 3 семейства |                       |  |  |  | еще 672 подтвержденных вида и 240 таксонов, ожидающих подтверждения |
|  |                          |  |                                   | порядок Бобовоцветные             |                     |  |                 |                 | род Истод             |  |  |  |                                                                     |
|  |                          |  |                                   | порядок Бобовоцветные             |                     |  |                 |                 | род Истод             |  |  |  |                                                                     |
|  | клада Цветковые растения |  |                                   |                                   | семейство Истодовые |  |                 |                 | вид Истод горьковатый |  |  |  |                                                                     |
|  | клада Цветковые растения |  |                                   |                                   | семейство Истодовые |  |                 |                 |                       |  |  |  |                                                                     |
|  |                          |  | ещё 63 порядка цветковых растений | ещё 63 порядка цветковых растений |                     |  |                 | еще 28 родов    | еще 28 родов          |  |  |  |                                                                     |
|  |                          |  |                                   | ещё 63 порядка цветковых растений |                     |  |                 |                 | еще 28 родов          |  |  |  |                                                                     |

### Синонимы
- Polygala amara auct.
- Polygala amarella subsp. austriaca (Crantz) Dostál
- Polygala austriaca Crantz
- Polygala austriaca auct.
- Polygala decipiens Besser
- Polygala fatua Wallr.
- Polygala subvirgata Gand.